# Calangianus
Calangianus är en ort och kommun i provinsen Sassari i regionen Sardinien i Italien. Kommunen hade 4 082 invånare (2017).